# FKBP14
FKBP14 (англ. FK506 binding protein 14) – білок, який кодується однойменним геном, розташованим у людей на 7-й хромосомі. Довжина поліпептидного ланцюга білка становить 211 амінокислот, а молекулярна маса — 24 172.
| 10         |  | 20         |  | 30         |  | 40         |  | 50         |
| ---------- |  | ---------- |  | ---------- |  | ---------- |  | ---------- |
| MRLFLWNAVL |  | TLFVTSLIGA |  | LIPEPEVKIE |  | VLQKPFICHR |  | KTKGGDLMLV |
| HYEGYLEKDG |  | SLFHSTHKHN |  | NGQPIWFTLG |  | ILEALKGWDQ |  | GLKGMCVGEK |
| RKLIIPPALG |  | YGKEGKGKIP |  | PESTLIFNID |  | LLEIRNGPRS |  | HESFQEMDLN |
| DDWKLSKDEV |  | KAYLKKEFEK |  | HGAVVNESHH |  | DALVEDIFDK |  | EDEDKDGFIS |
| AREFTYKHDE |  | L          |  |            |  |            |  |            |

A: Аланін

C: Цистеїн

D: Аспарагінова кислота

E: Глутамінова кислота

F: Фенілаланін

G: Гліцин

H: Гістидин

I: Ізолейцин

K: Лізин

L: Лейцин

M: Метіонін

N: Аспарагін

P: Пролін

Q: Глутамін

R: Аргінін

S: Серин

T: Треонін

V: Валін

W: Триптофан

Кодований геном білок за функціями належить до ізомераз, ротамаз. 
Білок має сайт для зв'язування з іонами металів, іоном кальцію. 
Локалізований у ендоплазматичному ретикулумі.